# 型男設計
《型男設計》（英語：Designer Guys）為加拿大HGTV製作的室內設計真人秀節目，於2000年起播放，共6季，合計共143集。第1至3季主持為史蒂文·薩巴多斯及克里斯·亨德曼，第4至6季主持為Allen Chan、Anwar Mukhayesh及Matt Davis。
香港無綫電視高清翡翠台曾於2012年2月19日起播放本節目第5季，粵語配音為陳廷軒、陳欣及葉振聲。

## 外部連結
- 《型男設計》官方網站
- 加拿大HGTV《型男設計》節目官方網頁
- WestWind Pictures製作公司網站（页面存档备份，存于）